# Nematocarcinus machaerophorus
Nematocarcinus machaerophorus is een garnalensoort uit de familie van de Nematocarcinidae. De wetenschappelijke naam van de soort is voor het eerst geldig gepubliceerd in 2003 door Burukovsky.